# Rdeči Kal (Trebnje, Slovenija)
Rdeči Kal je naselje u slovenskoj Općini Trebnju. Rdeči Kal se nalazi u pokrajini Dolenjskoj i statističkoj regiji Jugoistočnoj Sloveniji. 

## Stanovništvo
Prema popisu stanovništva iz 2002. godine naselje je imalo 90 stanovnika.